# 住吉町 (新宿区)
住吉町（すみよしちょう）は、東京都新宿区の町名。丁番の設定のない単独町名である。住居表示実施済みの地域。

## 地理
新宿区東部及び牛込地域の西部に位置する。町域北西部は、余丁町に接する。北部は河田町、北東部は市谷仲之町、東部は、片町に接する。南部は、荒木町、舟町、愛住町にそれぞれ接する。西部は富久町、市谷台町にそれぞれ接する。南端付近を靖国通りが通っている。また、住吉町交差点で余丁町通りと靖国通りが合流している。
主に住宅地として利用され、曙橋駅付近は高層建造物や商店が目立つ。河田町方面へ延びる「あけぼの橋通り商店街」(住吉町商工会)は、かつて河田町にあったフジテレビ方面に通じる商店街であったので、フジテレビがお台場に移転する前まで「フジテレビ通り商店街」という名称であった。フジテレビ移転後も商店街は現在でも近隣の住民などから多く利用されている。

## 歴史
1952年までは「市谷谷町」と称しており、文字通り市ヶ谷台と四谷の台地を隔てる谷状の地形に由来していたが、漢字にすると谷が続き誤記されやすいなどの理由で変更され「住みよい町に」という願いから住吉町になったと言われている（この際市谷の冠称が除かれた理由は不明）。

### 沿革
- 1872年7月 - 市ヶ谷谷町と市ヶ谷安養寺門前・市ヶ谷三軒屋敷・武家地（市ヶ谷鍋釣町と俗称されていた）・屋敷地が統合され、市ヶ谷谷町（のちに市谷谷町に変更）となる。
- 1922年4月 - 市谷谷町の一部が分離し、市谷台町となる。
- 1952年12月 - 市谷谷町から住吉町に改称。
- 1986年2月 - 市谷河田町に住居表示が実施され、住吉町の一部が編入される。
- 1986年11月 - 住吉町に住居表示実施。従前の住吉町の町名・町域を踏襲しつつ、市谷冨久町・舟町・片町の各一部を編入。

## 世帯数と人口
2025年（令和7年）3月1日現在（新宿区発表）の世帯数と人口は以下の通りである。
- 世帯数 : 1,879世帯
- 人口 : 2,786人

### 人口の変遷
国勢調査による人口の推移。
| 年                 | 人口  |
| ------------------ | ----- |
| 1995年（平成7年）  | 2,101 |
| 2000年（平成12年） | 2,276 |
| 2005年（平成17年） | 2,355 |
| 2010年（平成22年） | 2,596 |
| 2015年（平成27年） | 2,586 |
| 2020年（令和2年）  | 2,954 |

### 世帯数の変遷
国勢調査による世帯数の推移。
| 年                 | 世帯数 |
| ------------------ | ------ |
| 1995年（平成7年）  | 1,065  |
| 2000年（平成12年） | 1,232  |
| 2005年（平成17年） | 1,399  |
| 2010年（平成22年） | 1,668  |
| 2015年（平成27年） | 1,626  |
| 2020年（令和2年）  | 2,005  |

## 学区
区立小・中学校に通う場合、学区は以下の通りとなる（2018年8月時点）。
| 番地                                        | 小学校                 | 中学校                 |
| ------------------------------------------- | ---------------------- | ---------------------- |
| 1～2番 8番1～6号                            | 新宿区立四谷小学校     | 新宿区立四谷中学校     |
| 3番9〜16号                                  | 新宿区立富久小学校     | 新宿区立新宿中学校     |
| 3番1～8・17～24号 4～7番 8番7～28号 9～15番 | 新宿区立牛込仲之小学校 | 新宿区立牛込第一中学校 |

## 交通

### 鉄道
- 都営地下鉄曙橋駅（ 新宿線）

### 道路
- 東京都道302号新宿両国線（靖国通り）
- 東京都道302号新宿両国線（余丁町通り）

## 事業所
2021年（令和3年）現在の経済センサス調査による事業所数と従業員数は以下の通りである。
- 事業所数 : 332事業所
- 従業員数 : 3,004人

### 事業者数の変遷
経済センサスによる事業所数の推移。
| 年                 | 事業者数 |
| ------------------ | -------- |
| 2016年（平成28年） | 322      |
| 2021年（令和3年）  | 332      |

### 従業員数の変遷
経済センサスによる従業員数の推移。
| 年                 | 従業員数 |
| ------------------ | -------- |
| 2016年（平成28年） | 2,582    |
| 2021年（令和3年）  | 3,004    |

## その他

### 日本郵便
- 郵便番号 : 162-0065[3]（集配局 : 牛込郵便局[14]）。